# 島津久竹 (宮之城家)
島津 久竹（しまづ ひさたけ）は、薩摩国薩摩藩家老宮之城島津家第5代。

## 家系
宮之城島津家家は、島津忠良の三男尚久に始まり、代々の当主の通称が「図書」で、忠長以降に薩摩国宮之城を領した。

## 略歴
寛永12年（1636年）島津家家臣島津久通の次男として生まれる。母は大伯父忠倍の娘。父久通は藩主光久に仕え、藩の殖産興業に功績のある家老だった。
慶安元年（1648年）藩主光久の供をして江戸に下り、4月に将軍徳川家光に拝謁する。明暦3年（1657年）8月、藩主光久の妹と結婚。
寛文12年（1672年）父久通が隠居し、家督を相続し家老となる。記録方総監として島津家の系譜の編纂に当たった。延宝9年（1681年）5月、将軍徳川綱吉に拝謁。
元禄6年（1693年）10月16日、死去。享年58。

## 人物
儒学者愛甲喜春に学び、次いで林春斎の門人となる。詩を能くした。延宝6年（1678年）に師春斎の銘文が刻まれた「祖先世功碑」を建立した。